# Leslie Boardman
Leslie "Les" Boardman (født 2. august 1889 i Sydney, død 23. november 1975) var en australsk svømmer.
Han deltog i OL 1912 for Australasien. I 100 m fri vandt han sit indledende heat, men en fjerdeplads i kvartfinalen var ikke nok for ham til at gå videre i konkurrencen. Han var meldt til, men kom ikke til start i 400 m fri, og han sluttede sin OL-deltagelse som en del af det australasiatiske hold 4×200 m fri. Her deltog fem hold, og det australasiatiske hold vandt det indledende heat i verdensrekordtiden 10.14,0 minutter og slog den rekord, amerikanerne havde sat i det første heat. I finalen var australasiaterne overlegne og forbedrede deres verdensrekord til 10.11,2, mens amerikanerne var ni sekunder efter på andenpladsen og briterne over sytten sekunder efter på tredjepladsen.
Egentlig skulle Boardman ikke have været med til OL 1912, men da en anden svømmer måtte melde fra på grund af udgifterne til turen, vandt han et særligt udtagelsesløb og kom med. Han skulle egentlig heller ikke have svømmet stafetten, men da Bill Longworth måtte melde fra på grund af en skade, blev han guldvinder på dobbelt afbud.